# Lincoln Memorial Reflecting Pool
Le Lincoln Memorial Reflecting Pool est le plus grand miroir d'eau de Washington.
Située sur National Mall, à l'est du Lincoln Memorial et avec le Washington Monument dans son prolongement, il s'agit d'un des lieux touristiques de la capitale des États-Unis.
Il s'agit d'une œuvre de l'architecte Henry Bacon.